# Rhea Ripley
Demi Bennett (n. 11 octombrie 1995) este o luptătoare profesionistă australiană. În prezent, se află sub contract cu WWE, luptând pentru marca Raw unde este cunoscută ca Rhea Ripley. A fost prima campioană NXT UK Women's Champion, precum și fostă campioană feminină NXT și fostă campioană feminină Raw, făcând-o singura persoană care a deținut toate cele trei titluri, precum și prima femeie campioană australiană din istoria companiei.
După ce a concurat în circuitul independent sub numele ei real din 2013, Ripley s-a alăturat WWE ca parte a turneului inaugural Mae Young Classic în 2017. După ce a ajuns în semifinalele ediției din 2018 a turneului, a făcut parte din NXT UK, devenind campioana inaugurală în august 2018. După timpul petrecut în NXT din 2019 până în 2021, care a văzut-o câștigând Campionatul feminin NXT și devenind primul membru al mărcii care și-a apărat titlul la WrestleMania, evenimentul emblematic al WWE, a fost transferată la Raw, urmând să câștige rapid Campionatul feminin Raw la WrestleMania 37.

## Titluri în WWE
- WWE
  - WWE Raw Women's Championship (1 dată)[1]
  - NXT Women's Championship (1 dată)[2]
  - NXT UK Women's Championship (1 dată)[3]
  - NXT UK Women's Championship Tournament (2018)